# Canadian Pacific Railway

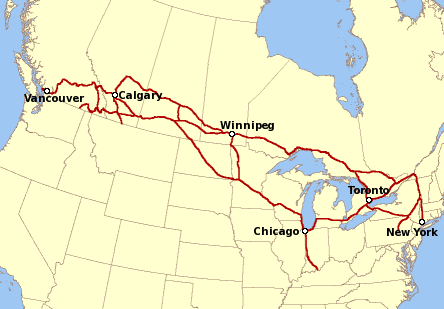
Linia principală a Canadian Pacific Railway

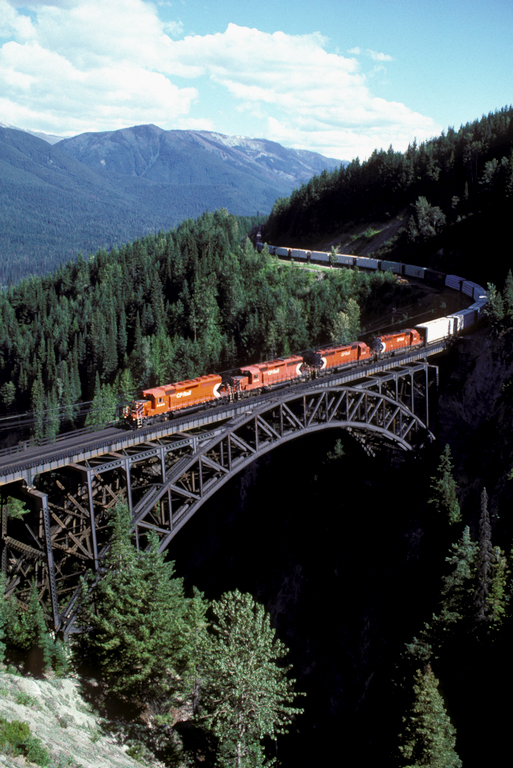
Un tren care merge spre est la Rogers Pass

Canadian Pacific Railway (CPR) este o societate care deține o rețea de 22.300 km de căi ferate din Canada și SUA. Sediul societății se află în Toronto numit Toronto Stock Exchange și  S&P/TSX 60 cu sediul în Calgary. Linia transcontinentală a fost construită între anii 1881 - 1885 și a legat orașele Montreal din est și Vancouver din vestul Canadei. Construirea caii ferate a contribuit substanțial la accelerarea colonizării regiunilor din vest Alberta, Manitoba și Saskatchewan. Azi pe calea ferată circulă numai trenuri de marfă, transportul cu pasageri fiind sistat în anul 1978. Pe Canadian Pacific Railway a fost între anii 1971 - 2001 cel intens transport de mărfuri, și materii prime din lume. La 01.10.2001 au fost inființate filialele Canadian Pacific Railway Limited, Minneapolis, St. Paul and Sault Ste. Marie Railway, Delaware and Hudson Railway care au preluat rolul lui, iar concernul inițial Canadian Pacific Railway s-a desființat. 